# جاذب‌های متخلخل

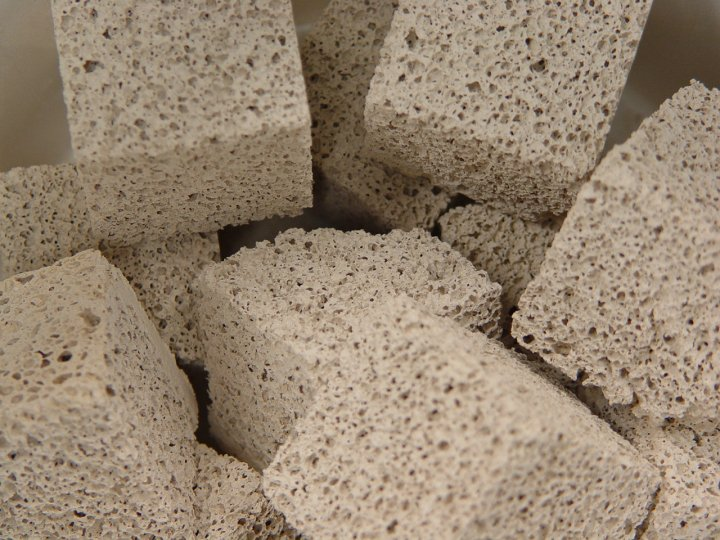
جاذب متخلخل

جاذب‌های متخلخل گونه‌ای از مواد جامد متخلخل هستند که با دارا بودن شبکهٔ حفرات، امکان جذب بالای مایعات و تصفیه آلایند‌ه‌های شیمیایی یا مهارسازی آلودگی‌‌های صوتی را دارند.
مواد متخلخل غالباً دارای ساختار شبیه به فراکتال (fractal) هستند ، مساحت سطح تخلخل دارند که به نظر می رسد با مشاهده وضوح تصاویری که به تدریج افزایش می یابد ، به طور نامحدود رشد می کنند. از نظر ریاضی، این ویژگی‌ با اختصاص سطح فضای هاسدورف بیشتر از 2 توصیف می شود.

## مواد جاذب متخلخل صدا
جاذب متخلخل هر نوع مواد متخلخل یا فیبری مانند پارچه ، پشم گوسفند ، فرش ، فوم ، پشم معدنی ، پشم پنبه و گچ مخصوص آکوستیک است. همه آنها انرژی صدا را جذب می کنند زیرا نوسانات ذرات هوا را با اصطکاک کاهش می دهد. مواد متخلخل جذب صدا از کانال ها ، ترک ها یا حفره هایی که اجازه ی ورود  امواج صوتی  را به مواد می دهند تشکیل شده اند. انرژی صدا در اثر اتلاف حرارت ناشی از اصطکاک مولکول های هوا با دیواره های منافذ از هم پاشیده شده و تلفات ویسکوز، جریان هوای ویسکوز در داخل مواد ایجاد می کند. این اصول مصرف انرژی مواد متخلخل را برای جذب صدا  با باند فرکانس گسترده آماده می کند. علاوه بر این ، مواد جاذب صدای متخلخل ، باخواص خارق العاده ای از قبیل هزینه کم ، قالب ریزی آسان و کاهش از نظر وزن ، به عنوان مواد ایده آل برای کنترل نویز در زمینه هایی مانند ساختمان و حمل و نقل فعالیت می کنند. به طور کلی معمولاً مواد جاذب متخلخل را می توان به عنوان فوم جذب صدا و مواد جذب  فیبری طبقه بندی کرد.
امروزه با توسعه سریع شهرنشینی و حمل و نقل ،بشر در سراسر جهان معمولاً با مشکلات جدی ناشی از آن  از جمله آلودگی هوا و صدا روبه رو شده است که باعث ایجاد خطرات جدی برای سلامتی مانند وزوز گوش ، اختلال در خواب ، یا حتی بیماری ایسکمیک قلب ناشی از آلودگی صدا  می شود.از این رو کنترل صدا  در محیط زندگی از اهمیت بالایی برخوردار است.مواد جاذب صدا ، روشی مؤثر برای حل این مشکلات است. مواد جاذب صدا به طور کلی می توانند به دو دسته تقسیم شوند: مواد جذب کننده صدای رزونانت و مواد متخلخل جاذب صدا. مواد جاذب رزونانس به طور عمده شامل تشدیدکننده تک هلمولتز، پانل های سوراخ شده و جاذب¬های غشائی هستند.این جاذب صداها بر اساس اصل اثر رزونانس داخلی ساخته شده اند، که باعث می شود این مواد دارای خواص جذب خوب در فرکانس پایین باشند، در حالی که اغلب آنها از باند فرکانس باریک جذب صدا رنج می برند. مواد متخلخل جذب صدا از کانال ها ، ترک ها یا حفره هایی که اجازه ی ورود  امواج صوتی  را به مواد می دهند تشکیل شده اند. انرژی صدا در اثر اتلاف حرارت ناشی از اصطکاک مولکول های هوا با دیواره های منافذ از هم پاشیده شده و تلفات ویسکوز، جریان هوای ویسکوز در داخل مواد ایجاد می کند. این اصول مصرف انرژی مواد متخلخل را برای جذب صدا  با باند فرکانس گسترده آماده می کند. علاوه بر این ، مواد جاذب صدای متخلخل ، باخواص خارق العاده ای از قبیل هزینه کم ، قالب ریزی آسان و کاهش از نظر وزن ، به عنوان مواد ایده آل برای کنترل نویز در زمینه هایی مانند ساختمان و حمل و نقل فعالیت می کنند. به طور کلی معمولاً مواد جاذب متخلخل را می توان به عنوان فوم جذب صدا و مواد جذب  فیبری طبقه بندی کرد.فوم های جذب کننده صدا از ساختارهای سلولی تشکیل شده اند که به یکدیگر متصل می شوند ، در حالی که مواد جاذب صدای فیبری حاوی مقادیر زیادی کانال بین الیاف ساخته شده هستند ، و این الیاف ممکن است رشته های مداوم  یا الیاف اصلی باشند. درمورد جاذب های متخلخل هوا باید چنین گفت که با توجه به گرم شدن کره زمین که ناشی از انتشار گازهای گلخانه است که مورد توجه گسترده قرار گرفته اند. درمیان گازهای گلخانه ای ، CO2  به دلیل انتشار زیاد آن بیش از 60٪ به گرم شدن جهانی کمک می کند  (آلبو و همکاران ،2010). بنابراین  توسعه فناوری های CCS که همان جذب و ذخیره سازی گاز کربن  دی اکسید می باشد  برای مقابله با تقاضای جهانی کاهش CO2. ضروری است. اگرچه فن آوری های مختلف ضبط CO2 از جمله جذب فیزیکی (لیتل و همکاران ، 1991 ؛ کیازا و کنسونی ،1999) ، جذب شیمیایی (Bishnoi and Rochelle، 2000؛Aroonwilas and Veawab، 2004؛ روچل ، 2009) ،جذب (هارلیک و تیزل ، 2004 ؛ چانگ و همکاران ، 2009a) ،و غشایی (پاول و Qiao ، 2006) وجود دارند ،در این میان انواع مختلف جاذب های متخلخل کربنی وجود دارند که در ادامه توضیح داده خواهند شد.

## جاذب متخلخل کربنی
برای گازهای حاوی CO2 با غلظت بالا ، از فرایندهای جذب شیمیایی / فیزیکی و تبخیر ، در صنعت استفاده می شود. در حالی که برای منابع رقیق مانند گاز طبیعی ، syngas ، بیوگاز ، جذب فیزیکی به دلیل مزایای متعدد آن مانند سینتیک سریع ، بازسازی آسان ، خوردگی پایین به تجهیزات و ظرفیت برتر بازسازی مؤثرتر است. [5] برای این مسئله ، جاذبهایی با ظرفیت جذب CO2 بالا و انتخاب عالی CO2 نسبت به سایر گازها برای CCS ضروری هستند. جاذبهای ایده آل باید از ظرفیت جذب بالای CO2 ، انتخابی عالی برای جذب نسبت به سایر گازها و پایداری شیمیایی و مکانیکی خوبی برخوردار باشند. اخیراً ، بسیاری از گروه ها به مطالعه روش های مصنوعی و تخمین عملکرد در طبقه خاص از مواد جدید مانند چهارچوب های آلی فلزی (MOF) ، کربن های فعال شده (AC) ، پلیمرهای آلی متخلخل (POPs) ، زئولیت ها ، چارچوب های آلی کووالانسی متمرکز شده اند. (COF)
در بین این مواد ، کربن های متخلخل به دلیل داشتن مساحت سطح بالای خاص ، گرمای متوسط جذب ، آماده سازی کم هزینه ، بازسازی نسبتاً آسان و حساسیت کمتری نسبت به رطوبت نسبت به سایر مواد CO2-Philic ، کاندیداهای رقابتی هستند. AC های مشتق شده از زغال سنگ و پوسته های نفتی و نارگیل متداول ترین شکل کربن های متخلخل برای مدت طولانی است. با این حال ، شیمی سطح و اندازه تخلخل ها به دلیل ساختار نامشخص پیش سازهای مختلف غیر قابل کنترل بوده اند. بنابراین ، بازده جذب CO2 آنها به دلیل انتخاب کم جذب ، به شدت تحت تأثیر قرار می گیرد. امروزه در کنار پیشرفت علم و فناوری ، ترکیب سنتز مواد کربن با نانوساختار و مورفولوژی تعریف شده ، سطح قابل تنظیم و اندازه منافذ قابل توجه بوده است.در اینجا ، کربن های متخلخل ، برای وضوح ، به طور عمده به دسته های زیر طبقه بندی می شوند: کربن های متخلخل مشتق از زیست توده ، کربن های متخلخل مبتنی بر پلیمر سنتزی  و چارچوپ های های آلی متخلخل (POF) و غیره. 

### کربن متخلخل برپایه ی زیست توده
تاکنون ، بسیاری از انواع AC از زیست توده به خوبی در جذب ،جداسازی گاز از جمله جذب CO2, تجاری  سازی شده است. کربن"Starbons" مشتق از پلی ساکارید یک نمونه موفق است . که دارای ویژگی های برجسته بافت مزومتخلخل است. مقایسه گسترده ای از ترکیبات شیمیایی منابع مختلف زیست توده (پوسته ، سنگ ، چوب) و خصوصیات جذب کربن های حاصل در ریویو ها  ارائه شده است.   طیف گسترده ای از پیش سازهای زیست توده می تواند برای ساختن کربنهای متخلخل استفاده شود. ، که شامل پوسته های آجیل (پوسته بادام ، پوسته نارگیل ، و پوسته خرما) ،  باقیمانده مواد غذایی ( قهوه ،  قارچ ، برگ لوبیا ، و برگهای سلتوس) ، بقایای چوب (خاک اره ،  پوست درخت خرما ، مزارع صنوبر و غیره) می باشد. ، ماکرو جلبک های دریایی ، و غیره. در اینجا  ما به طور خلاصه یک نوع از جاذب های کربنی اخیراً گزارش شده از مواد زیست توده را بیان می کنیم. شخصی به نام  Sevilla و همکارارنش جذب کننده کربن متخلخل را گزارش دادند، که از فعال شدن شیمیایی پیش سازهای تحت تأثیر هیدروترمال (پلی ساکاریدها و زیست توده) با استفاده از KOH به عنوان ماده فعال کننده تولید شده اند. در مقایسه با مواد خام HTC ، همتایان شیمیایی فعال افزایش قابل توجهی از میکروپورها( میکرو تخلخل) را نشان می دهند ، و بسته به شرایط فعال سازی ، مساحت سطح بالایی بین g  -1 m 2۱۲۶۰-۲۸۵۰ را تحویل می دهد. بنابراین ، کربن های متخلخل فعال مبتنی بر HTC دارای ظرفیت بالایی تا g  -1 mmol >۴٫۸ در دمای ۲۵ درجه سانتیگراد و 1 اتمسفر می باشند. آنها دریافتند که ظرفیت قابل توجه ضبط CO2 به حضور میکروپورهای غنی و باریک نسبت داده شده است (<1 نانومتر) و سطح منطقه نقش کمتری دارد. پس از آن ، Sevilla و همكاران كربنهای بسیار متخلخل N-doped را از طریق فعال كردن شیمیایی كربنهای هیدروترمال حاصل از مخلوط جلبكها و گلوكزها تهیه كردند. آنها نشان دادند که کنترل شرایط فعال سازی (دما و مقدار KOH) اجازه سنتز ترکیب مواد  میکرومتخلخل منحصراً مبتنی بر زیست توده را می دهد. این مواد دارای نواحی سطحی در محدوده  g  -1 m 2۱۳۰۰-۲۴۰۰ و حجم منافذ تا  g  -1 cm 3۱٫۲ است. آنها علاوه بر این ، محتوای N را در رنج ۱٫۱-۴٫۷ درصد وزنی نشان می دهند ، این اتم های ناهمگن ها عمدتاً به عنوان ساختارهای نوع پیریدون موجود هستند. هنگامی که به عنوان جاذب CO2 در شرایط زیر اتمسفر مورد آزمایش قرار می گیرند ، آنها ظرفیت بزرگی جذب CO2 را تا g  -1 mmol >۷٫۴در 0 درجه سانتیگراد و 1 بار نشان می دهند. با این حال ، نتایج نشان می دهد که ظرفیت جذب بزرگ CO2 منحصراً به دلیل حجم بالای میکروپورهای باریک و نه به مساحت  سطح بالا یا حجم منافذ ، و نه به دلیل وجود اتم های ناهمگن ها است. در شکل زیر یکی از روش های سنتز کربن متخلخل برپایه ی زیست توده آورده شده است.که در این شکل (الف) تصویری از سنتز جاذب CO2 کربن از مواد زیست توده. (ب) ظرفیت جذب CO2 در 0 و 25 درجه سانتیگراد. (c) عملکرد سیکلی CO2 در 0 درجه سانتی گراد می باشد.

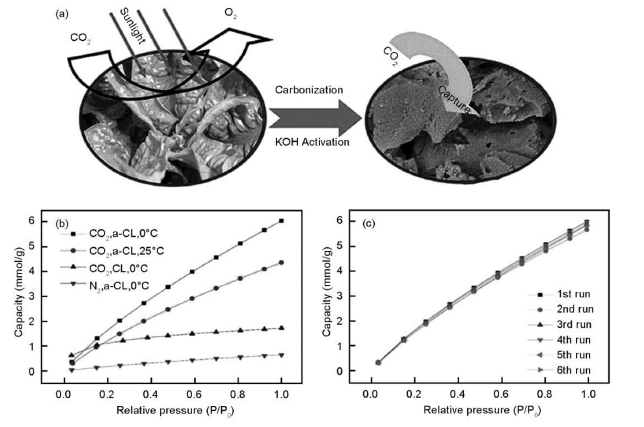

### کربن متخلخل برپایه ی پلیمر
مواد کربن متخلخل متداول ، مانند AC ها و غربالهای مولکولی کربن ، با استفاده از تجزیه (در اثر حرارت) و فعال شدن فیزیکی یا شیمیایی پیش سازهای آلی مانند زغال سنگ ، چوب و پوست میوه ، در دماهای بالا سنتز می شوند. این مواد کربن به طور معمول دارای توزیع اندازه تخلخل نسبتاً گسترده ای در هر دو رنج میکروپور و مزوپور هستند. بنابراین ، یک سنتز دقیق کنترل شده از ساختارهای کربن بسیار مورد نیاز است..
در مقایسه با AC های معمولی و کربن های مشتق شده از زیست توده ، استفاده از پلیمرهای سنتزی به عنوان پیش سازهای کربن متخلخل ، کنترل ترکیب شیمیایی بهتری را برای دستیابی به مورفولوژی دقیق ، سیستم تخلخل قابل کنترل و شیمی  سطح هدفمند  به راحتی انجام می دهد. این می تواند با یک روش سنتز طراحی شده به دست آید. بنابراین ، در این بخش ، سنتز و عملکرد جذب CO2 از مواد کربن متخلخل به دست آمده از پلیمرهای سنتزی طراحی شده ارائه می شود که طبق روش های سنتز  به سه گروه ، روش الگوی سخت ، رویکرد الگوی نرم و الگوی آزاد طبقه بندی شده اند.

#### روش الگوی سخت
در دهه های گذشته ، روش قالب سخت (همچنین به آن nanocasting نیز گفته می شود) به عنوان روشی قابل کنترل در تهیه مونولیت های کربن با اندازه تخلخل های قابل تنظیم در مقیاس های مختلف نشان داده شده است.    Nanocastingفرایندی  است که در آن قالب (ممکن است به عنوان الگوی سخت ، داربست) نامیده شود در مقیاس نانومتر با یک پیش ساز پر شده و پس از پردازش ، قالب اولیه پس از آن برداشته می شود. این کلیدها به تهیه قالبهایی با تخلخل های در دسترس (به عنوان مثال ، سیلیس ، زئولیت ، MgO و غیره) و پیش سازهای کربنی از نظر حرارتی پایدار مانند رزین فنولیک ، ساکارز ، الکل فورفوریل ، آکریلونیتریل ، استونیتریل متکی هستند.از جمله انواع مواد مورد استفاده به عنوان قالب های سخت می توان به سیلیس متخلخل ،مواد میکرومتخلخل کریستالین ، کریستال های کلوئیدی اشاره کرد.یکی از فرایند های که درتولید قالب های سخت با ماده ی سیلیس متخلخل استفاده شد به شرح زیر می باشد:گروه ژائو با استفاده از فوم های سیلیس سلولی مزومتخلخل کروی (MCFs) به عنوان یک قالب سخت و  اتیلن دی آمین و تتراکلرید کربن به عنوان پیش ماده، نمونه هایی از کربن  نیترید متخلخل (CN) با چارچوب های جزئی کریستالی و مقدار زیاد نیتروژن (۱۷٫۸  درصد وزنی) گزارش داد. 

#### روش الگوی نرم
روش قالب نرم انگیزه زیادی را برای تولید کربن های متخلخل  با استفاده از اجتماع خود قالب های نرم (به عنوان مثال ، کوپلیمرهای بلوک آمفیفیلیک) و پیش سازهای کربن (به عنوان مثال ، رزین های فنولی) بدست آورده است.  با استفاده از این استراتژی ، تلاش های زیادی برای ایجاد انواع جدیدی از مونولیت های کربن با کارکردهای پیشرفته شده است ، که شامل توسعه سیستم های جدید پلیمریزاسیون (حلال ها و / یا پیش سازهای) ، مهندسی دقیق منافذ به سمت تخلخل های چند مودال و عملکرد هدفمند سطح / بالک  برای ضبط CO2 با کارایی بالا می باشد. مجددا گروه ژائو با استفاده از دیکاندی آمید به عنوان منبع نیتروژن از طریق فرآیند اجتماع خود ناشی از تبخیر ، کربن مزوپورز مرتب شده با N-doped را با مقدار بالای N (تا ۱۳٫۱ درصد وزنی) سنتز کرد.  این کربنها ضبط CO2 بالا از g  -1 mmol >۲٫۸-۳٫۲ در ۲۵  درجه سانتی گراد و 1.0 بار نشان داد.

#### روش الگوی آزاد
. سنتز بدون الگوی کربن های متخلخل به طور کلی شامل تبدیل پیش ماده های مولکولی به ژلهای  ارگانیک  برپایه شیمی سل-ژل است.  Fairén-Jiménez و همکارانش آئروژلهای کربنی را با تراکم یکپارچه از g   cm -3۰٫۸۷-۰٫۳۷ با کربن سازی آئروژل های آلی حاصل از پلیمر RF تهیه شده در حلالهای مختلف مانند آب ، متانول ، اتانول ، تتراهیدروفوران یا محلول استون سنتز کردند.  آنها دریافتند که نمونه هایی با چگالی بالاتر از g   cm -3۰٫۶۱ دارای میکروپور و مزوپور هستند اما هیچ ماکروپور ندارند. فو و وو با ساختن پل های اتصال متقابل کربنیل (–CO–) and–C6H4– بین زنجیره های پلی استایرن ، الگوی ساخت قالب بدون کربن متخلخل را بررسی کرده اند. 

### کربن متخلخل  گرفته شده از چارچوب های آلی
چارچوب های آلی متخلخل (POF) ، به ویژه چارچوب های فلزی- آلی (MOF) یا پلیمرهای متناسب متخلخل (PCP) به دلیل ویژگی های های فراوان ، توجه بسیاری را به عنوان نوع جدیدی از پیش ماده های کربن برای کربن های متخلخل جلب کرده اند. با توجه به محتوای کربن زیاد در لیگاندهای آلی (MOF) ، می توانند به عنوان یک قالب و همچنین پیش ماده ی کربن به طور همزمان و بدون نیاز به هیچگونه افزودنی استفاده شوند.  علاوه بر این ، ویژگی های تخلخل های (POF) ها نقش تعیین کننده ای در تعیین بافت تخلخل های کربن متخلخل حاصل دارند. تبدیل مستقیم مواد مرتبط با (POF) (PCP ، MOF ، ZIFs ، PAFs و غیره) می تواند کربن متخلخل با نانوپورهای با اندازه دقیق و یکنواخت ایجاد کند ، که در گرفتن انتخابی CO2 بسیار مهم است.
Yamauchi و همکارانش با انگیزه تلاش برای ایجاد یک سیستم جدید برای تبدیل مستقیم MOF یا PCP  ، با سنتز یک نانوکربن جدبد با تخلخل بسیار توسعه یافته (مساحت سطح g  -1 m 2۵۵۰۰  و حجم منافذ g -1 cm 3۴٫۳ ) و با کربن سازی مستقیم Al-PCP  (Al(OH)(1,4-NDC)·2H2O) پیشگام شده اند. . مواد کربن به دست آمده دارای یک مورفولوژی فیبر مانند بودند. قابل توجه است که چنین مورفولوژی فیبر مانند حتی پس از عملیات  HF نیز حفظ نشد. در بعضی از قسمت ها ، ترک ها / حفره های بزرگ پس از کلسیناسیون و به دنبال آن عملیات HF تشکیل شدند، که به احتمال زیاد به دلیل کاهش وزن زیاد هنگام تجزیه حرارتی اجزای آلی Al-PCP بود. با اعمال دمای مناسب کربن سازی ، هر دو مساحت سطح بالا (g  -1 m 2۵۵۰۰) و حجم منافذ بزرگ (g -1 cm 3۴٫۳) برای اولین بار محقق شدند که تخلخل آن بسیار بالاتر از سایر مواد کربن (مانند کربن های فعال و کربن های مزوپور). بود با انجام کربن سازی مستقیم MOF ، Chaikittisilp  و یانگ  و همکاران. مواد کربن نانوذره سنتز کردند که عملکرد ذخیره کننده گاز بسیار خوبی نشان داد. کربن های متخلخل با ساختار تخلخل سلسله مراتبی نیز می توانند با کربن سازی مستقیم MOF های انتخاب شده بدست آیند ، و این نشانگر خصوصیات منافذ قابل تنظیم نانو کربن های مشتق از MOF است. آریگا و همکاران کربن های نانومتر را با مساحت سطح بالا (تا g  -1 m 2۱۱۱۰) گزارش کرده است.   براساس همه این نتایج گزارش شده ، MOF ها   کاندیداهای قدرتمندی به عنوان یک الگو و پیش ماده،  به منظور تهیه مواد کربن متخلخل با مساحت سطح بالا و حجم تخلخل بزرگ ،هستند.